# Kronenkraniche

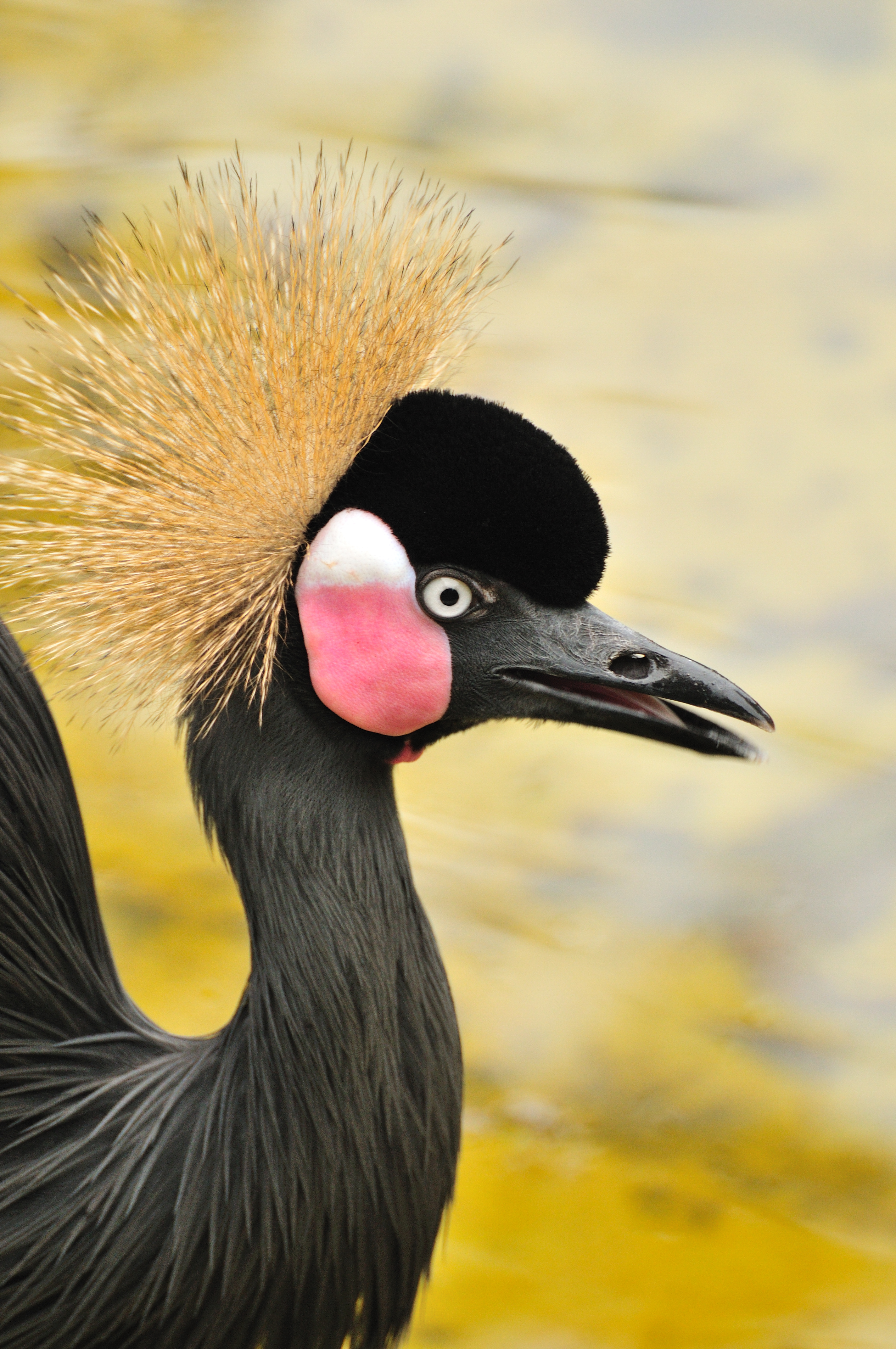
Schwarzer Kronenkranich, Unterart Sudan-Kronenkranich (Balearica pavonina ceciliae)

Die Kronenkraniche sind eine Unterfamilie (Balearicinae) und eine Gattung (Balearica) in der Familie der Kranichvögel. Zu der Gattung gehören mit dem Kronenkranich und dem Südafrika-Kronenkranich zwei Arten, die wiederum jeweils in zwei Unterarten unterschieden werden. Das Verbreitungsgebiet beider Arten liegt in Subsahara-Afrika.
Bei beiden Kranicharten sind in den letzten Jahrzehnten die Populationszahlen stark zurückgegangen. Die Bestandssituation des Kronenkranich wird mit vu (=vulnerable – gefährdet) angegeben. Der Südafrika-Kronenkranich wird sogar als en (=endangered – stark gefährdet) eingestuft.

## Merkmale

### Allgemeine Merkmale
Kronenkraniche unterscheiden sich von anderen Kranichen durch ihre auffallenden strohgelben und büschelförmigen Federbüschel auf dem Hinterkopf. Beide Arten haben außerdem einen großen nackten Wangenfleck. Das Körpergefieder ist dunkelschiefergrau beziehungsweise dunkelschiefergrau mit einem hellgrauen Hals. Die Flügel sind weiß und rotbraun.
Zu den anatomischen Merkmalen der Kronenkranichen gehört die lange, hoch angesetzte Greifzehe hinten am Fuß. Sie erlaubt es den Kronenkraniche als einzige Arten innerhalb der Kraniche, in Baumkronen aufbaumen zu können. Ein weiteres Merkmal ist die gerade Luftröhre, die nicht bis ins Brustbein reicht.

### Unterscheidungsmerkmale der beiden Arten
Die beiden Arten unterscheiden sich primär durch die Farbe des Halsgefieders, die Färbung des Wangenfleckens und die Größe ihrer Kehlflecken.
Der dunkle Kronenkranich hat einen dunkelschiefergrauen Hals, der der Färbung des Körpergefieders entspricht. Der Wangenfleck ist oben weiß und unten rosarot. Die Kehlklunker sind sehr klein und kaum ausgebildet. Der helle Kronenkranich hat ein hellgraues Halsgefieder, das bis zum Rücken verlängert ist. Der Wangenfleck ist weiß und lediglich am oberen Rand rot. Die roten Kehlklunker sind auffallend rot.

## Verbreitungsgebiet und Lebensraum
Der Dunkle Kronenkranich ist die weiter nördlich verbreitete Art und kommt von Senegal über den Norden von Kamerun bis zum Turkanasee und dem Großen Afrikanischen Grabenbruch vor. Das Verbreitungsgebiet des Südafrika-Kronenkranichs reicht von der Demokratischen Republik Kongo, Uganda, Kenia, Zentraltansania bis Mosambik und Südafrika.
Der Lebensraum der Kronenkraniche sind offene Graslandschaften in Wassernähe sowie Sumpfgebiete und landwirtschaftliche Nutzflächen.

## Lebensweise
Kronenkraniche fressen Sämereien sowie Getreide. Zu ihrer Nahrung zählen außerdem Insekten, Mollusken, Krebstiere, Fische, Amphibien und Reptilien.
Wie alle Kraniche sind Kronenkraniche monogam und gehen Dauerehen ein. Sie leben während der Brutperiode in Paaren und außerhalb der Fortpflanzungszeit auch in größeren Trupps. Ihre Nester errichten sie in Wassernähe. Gewöhnlich werden sie auf dem Boden errichtet, ausnahmsweise wird es auch in niedrigen Büschen und Bäumen errichtet.
Das Gelege umfasst drei bis vier Eier. Sie brüten zwischen 28 und 31 Tagen, am Brutgeschäft sind beide Elternvögel beteiligt. Die Jungvögel sind in einem Alter von zehn bis zwölf Wochen flugfähig.

## Arten und Unterarten

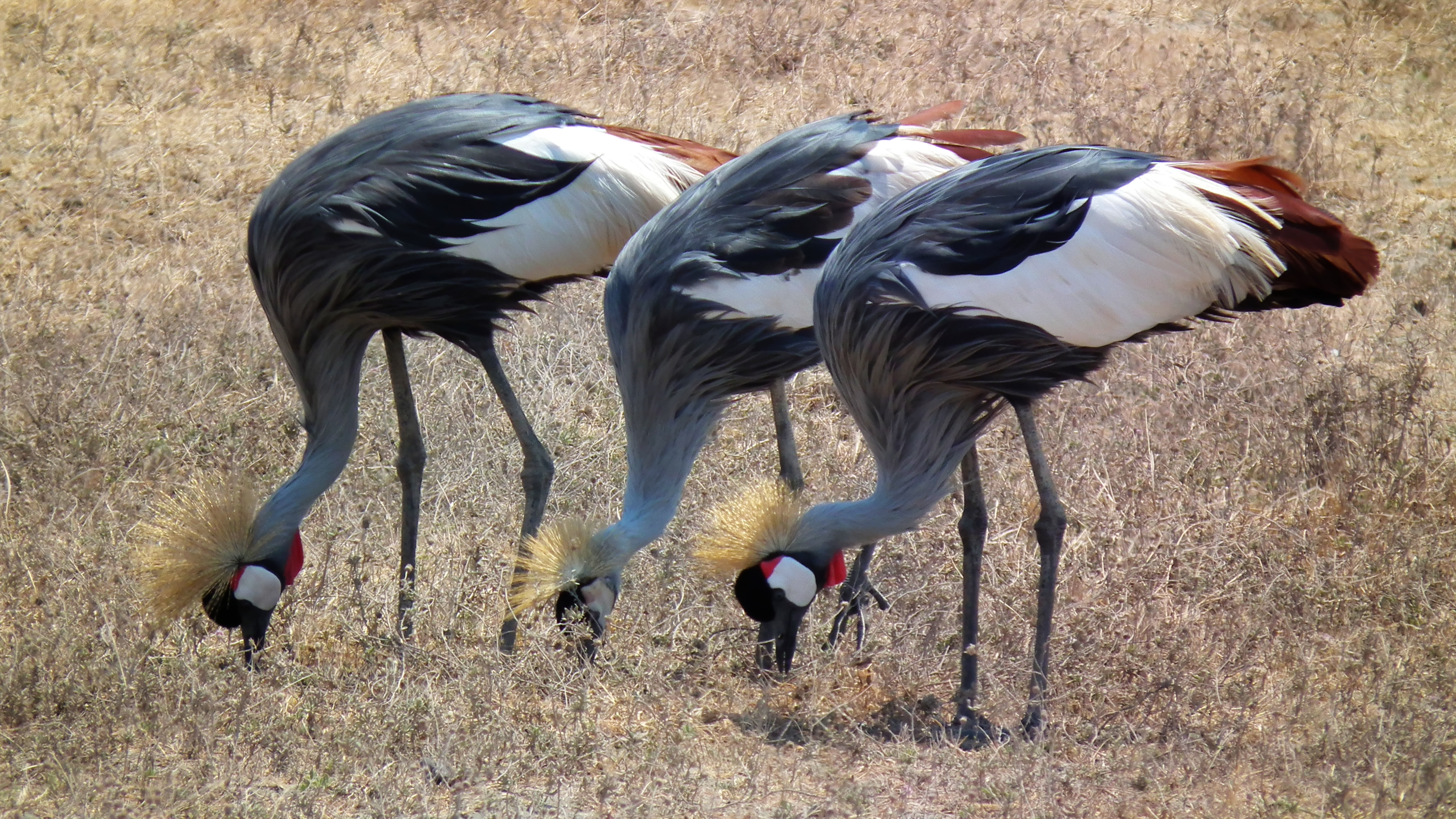
Südafrika-Kronenkraniche in Tansania

Es werden folgende Arten und Unterarten unterschieden:
- Kronenkranich, auch Dunkler oder Schwarzer Kronenkranich (Balearica pavonina)
  - Westafrikanischer Kronenkranich (Balearica pavonina pavonina)
  - Sudan-Kronenkranich (Balearica pavonina ceciliae)
- Südafrika-Kronenkranich oder Heller Kronenkranich (Balearica regulorum)
  - Südafrika-Kronenkranich (Balearica regulorum regulorum)
  - Ostafrikanischer Kronenkranich (Balearica regulorum gibbericeps)

## Kronenkraniche und Mensch

### Kronenkraniche in der europäischen Kunst

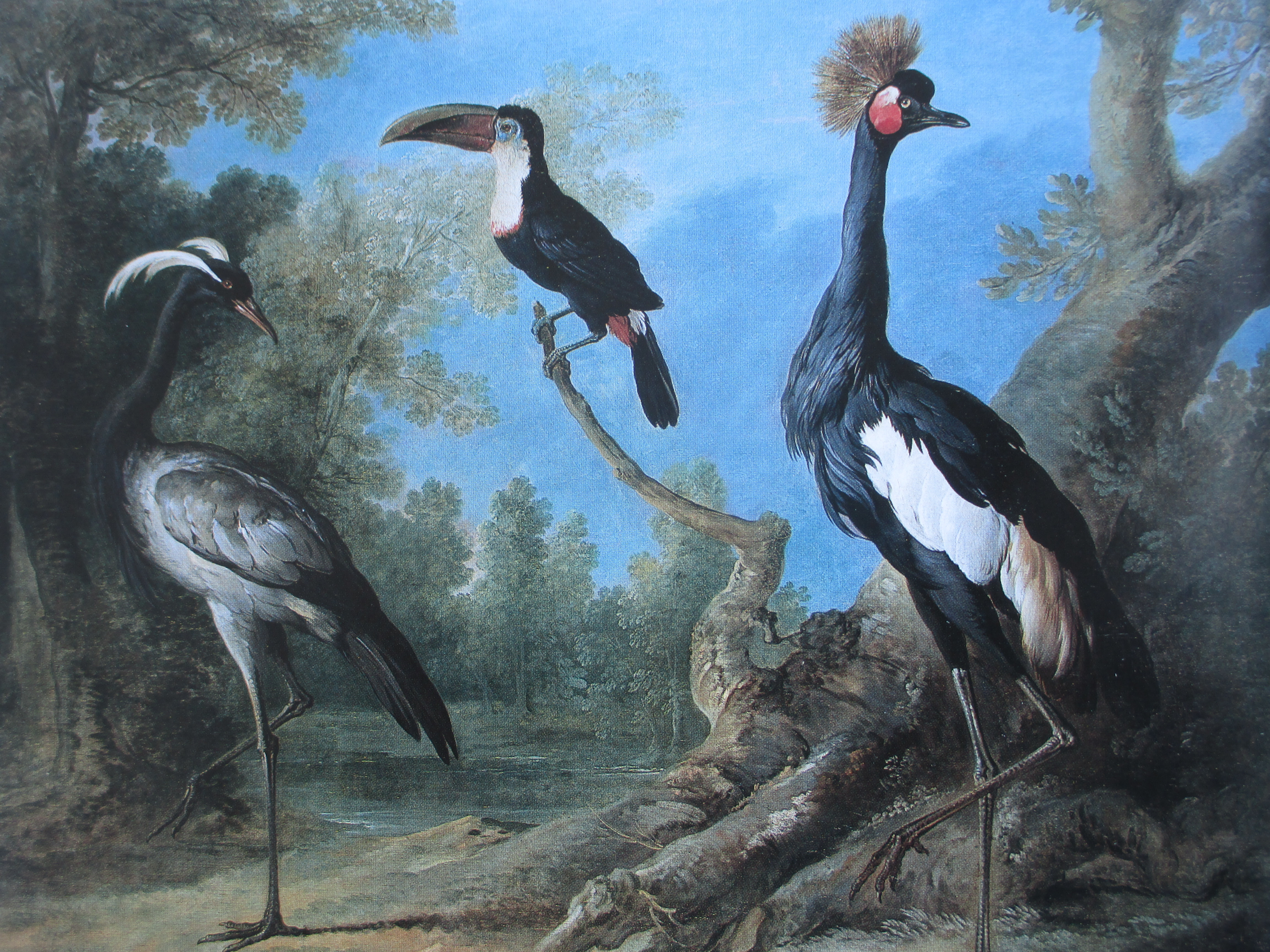
Jean-Baptiste Oudry: Pfefferfresser (vermutlich Swainson-Tukan), Jungfernkranich und Kronenkranich, 1743

Kronenkraniche werden seit mehreren Jahrhunderten in der europäischen Kunst dargestellt, was darauf hinweist, dass sie bereits seit mehreren Jahrhunderten in Europa gehalten werden.
Eines der ersten Gemälde, die einen Kronenkranich darstellen, ist ein Gemälde von Hans Hoffmann mit dem Titel Geheimbild Kaiser Maximilians von der Ehrenpforte, das circa 1584 entstand. Der niederländische Tiermaler Melchior de Hondecoeter (1635–1695) hat mehrfach auf seinen sogenannten „Geflügelbildern“ Kronenkraniche dargestellt. Der französische Maler Jean-Baptiste Oudry (1686–1755) hatte Gelegenheit, die Tiere der königlichen Menagerie in Versailles zu studieren und malte neben anderen exotischen Tieren mehrfach Kronenkraniche.

### Heraldik und Nationalsymbol
- Der Südafrika-Kronenkranich ist im Staatswappen von Uganda abgebildet.[5]
- Der Kronenkranich ist Nationalvogel von Nigeria, jedoch wegen Bejagung und Lebensraumzerstörung in diesem Land mittlerweile nicht mehr vorkommend.[6]

## Einzelbelege
1. ↑  Balearica pavonina in der Roten Liste gefährdeter Arten der IUCN 2012. Eingestellt von: BirdLife International, 2012. Abgerufen am 19. September 2016.
2. ↑  Balearica regulorum in der Roten Liste gefährdeter Arten der IUCN 2008. Eingestellt von: BirdLife International, 2008. Abgerufen am 19. September 2016.
3. ↑   W. Grummt, H. Strehlow (Hrsg.): Zootierhaltung Vögel. S. 263.
4. ↑   Treuenfels: Zauber der Kraniche. S. 185
5. ↑   Mark Cocker, David Tipling: Birds and People. S. 184
6. ↑   Mark Cocker, David Tipling: Birds and People. S. 184